# Baeoglossa
Baeoglossa is een geslacht van kevers uit de familie van de loopkevers (Carabidae). De wetenschappelijke naam van het geslacht is voor het eerst geldig gepubliceerd in 1850 door Chaudoir.

## Soorten
Het geslacht Baeoglossa omvat de volgende soorten:
- Baeoglossa anthracina (Guerin-Meneville, 1847)
- Baeoglossa villosa (Thunberg, 1806)